# 哆啦美与迷你哆啦SOS

《哆啦美与迷你哆啦SOS》是第一部以哆啦美为主角的哆啦A梦系列电影，于1989年3月11日公开，为《大雄的日本诞生》的附篇电影，片長40分6秒。

## 故事简介
由于野比大雄在订购迷你哆啦时把订购单写得太潦草，导致送货机器人认不清大雄写的地址，將原本要送到1989年的大雄家誤送到22年後的世界。
到了2011年，大雄他们都已经长大了，并各自有了自己的子女。这一天，大雄的儿子雄助正与同伴们进行橄榄球比赛，最后以26:9输给对方。于是找小胖虎（胖虎的兒子，本名為優史）和小树（小夫的儿子）发脾气。回家后由于房间没整理被其母亲静香（野比静香）训斥，到房间后，无意中发现送过来的迷你哆啦。这时，胖虎带着儿子小胖虎过来。要小胖虎别哭哭啼啼的。雄助也感到刚才欺负他不对，就强行把迷你哆啦给了小胖虎，小胖虎由于被雄助一吓，慌慌忙忙的离开了雄助家。
静香看到小胖虎哭着出去，就去教训雄助，这时哆啦美从书桌中出来，与未来的静香见了面，并说明来这儿的理由。有求他们一起帮忙找迷你哆啦。在另一边，雄助得知刚才送给小胖虎的是迷你哆啦就去找小胖虎。而小胖虎和小树在一起用迷你哆啦捉弄雄助。没想到弄巧成拙被雄助发现并被教训了一顿。最后，他们决定先于迷你哆啦玩一会儿再还给哆啦美。
哆啦美到处在找迷你哆啦，与雄助他们碰了面，要求归还迷你哆啦，雄助他们不肯。这时，一只蟑螂跑出来把哆啦美吓跑，雄助他们乘机进入胖虎經營的超市，并阴差阳错的进入了东京湾的大海，陷入了困境。
由于哆啦美找不到雄助他们，将雄助等人失踪的消息告诉了静香他们。由于不知道雄助等人的行踪，大家心急如焚。这时大雄出现，他信心十足的说自己知道雄助的行踪。原来他为了防止雄助发生事故，就先前给了雄助發信器，在紧急中联系到雄助，这给陷入困境的雄助他们带来了一丝希望。在哆啦美的指导下，雄助他们将潜水艇开向海底牧场。利用太阳能充满能源后，离开了海底与各自的家人团聚。大雄向雄助检讨了自己的过失，雄助他们也将迷你哆啦还给了哆啦美。

## 製作人員
- 原作：藤子F不二雄
- 导演：森协真琴
- 编剧：原平随了
- 监督：森协真琴
- 作画监督：高倉佳彥
- 美术设定：河野次郎
- 摄影监督：熊谷正弘
- 录音监督：大熊昭
- 发行：东宝株式会社

## 配音員
| 角色                     | 日本配音員   |
| ------------------------ | ------------ |
| 哆啦美                   | 横泽启子     |
| 野比雄助                 | 小原乃梨子   |
| 迷你哆啦                 | 北川智絵     |
| 野比静香                 | 野村道子     |
| 野比大雄                 | 广森信吾     |
| 剛田優史（小胖虎）／胖虎 | たてかべ和也 |
| 骨川脛樹（小樹）／小夫   | 肝付兼太     |
| 小緣                     | 麻见顺子     |

## 主題歌
| 歌曲         | 作詞     | 作曲     | 编曲     | 演唱     |
| ------------ | -------- | -------- | -------- | -------- |
| 哈囉！哆啦美 | 吉元由美 | 菊池俊輔 | 菊池俊輔 | 山野智子 |